# 苅田郵便局
苅田郵便局（かんだゆうびんきょく）は福岡県京都郡苅田町にある郵便局。民営化前の分類では集配普通郵便局であった。

## 概要
住所：〒800-0399 福岡県京都郡苅田町富久町1-23-1
民営化直前の集配業務再編において、多くの集配普通郵便局は統括センターとなったが、当局は配達センターとされたため、民営化後も郵便事業株式会社の支店は併設されず、郵便事業門司支店苅田集配センターが併設された。
2012年（平成24年）10月1日に、それぞれの運営会社だった郵便事業株式会社と郵便局株式会社の統合によって日本郵便株式会社が発足したことに伴い、それぞれの店舗も統合された。

## 沿革
- 1880年（明治13年）4月 - 苅田郵便局（五等）として開設[1]。
- 1884年（明治17年）7月15日 - 廃止。
- 1902年（明治35年）11月16日 - 苅田郵便受取所として再設置。
- 1905年（明治38年）4月1日 - 苅田郵便局（三等）となる。
- 1958年（昭和33年）4月1日 - 電話交換および電報配達事務の取扱を苅田電報電話局に移管[2]。
- 1977年（昭和52年）7月4日 - 特定郵便局から普通郵便局に局種別改定。
- 1999年（平成11年） - 外国通貨の両替および旅行小切手の売買に関する業務取扱を開始。
- 2007年（平成19年）10月1日 - 民営化に伴い、併設された郵便事業門司支店苅田集配センターに一部業務を移管。
- 2012年（平成24年）10月1日 - 日本郵便株式会社発足に伴い、郵便事業門司支店苅田集配センターを苅田郵便局に統合。

## 取扱内容
- 郵便、印紙、ゆうパック、内容証明
- 貯金、為替、振替、振込、国際送金、国債、投資信託
- 生命保険、バイク自賠責保険、自動車保険
- 宝くじの販売
- ゆうちょ銀行ATM
- 京都郡苅田町内全域および北九州市小倉南区のうち空港北町の集配業務

## 周辺
- 苅田町役場
- 苅田町立図書館
- 石塚山古墳
- 苅田町立南原小学校
- 日産自動車九州
- 日立金属九州工場
- 国道10号

## アクセス
- JR日豊本線 苅田駅から南へ約1.3km（徒歩約15分）
- 西鉄バス 南原停留所、苅田町コミュニティバス「ゆめシャトル」 苅田郵便局停留所下車
- 東九州自動車道 苅田北九州ICから南東へ約3.3km
- 駐車場あり：12台